# Hypoponera nitidula
Hypoponera nitidula är en myrart som först beskrevs av Carlo Emery 1890.  Hypoponera nitidula ingår i släktet Hypoponera och familjen myror. Inga underarter finns listade i Catalogue of Life.